# Lets curlingteam (mannen)
Het Letse curlingteam vertegenwoordigt Letland in internationale curlingwedstrijden.

## Geschiedenis
Letland nam voor het eerst deel aan een groot toernooi tijdens het Europees kampioenschap van 2002 in het Zwitserse Grindelwald. De eerste interland ooit werd met 14-11 gewonnen van Nederland. De volgende jaren zou Letland een onopvallende middenmoter worden op het Europees kampioenschap. In 2010 kwam daar verandering in. Letland won zeven van zijn acht wedstrijden en promoveerde zo naar de A-divisie. Een jaar later degradeerde Letland evenwel meteen, maar in 2012 werd opnieuw promotie naar de A-divisie afgedwongen. In 2013 eindigden de Letten op de achtste plaats op het EK, de beste prestatie tot nog toe. In een duel met Duitsland zou uitgemaakt worden wie het laatste Europese ticket voor het wereldkampioenschap zou krijgen. Duitsland won, waardoor het nog steeds wachten is op de eerste WK-deelname van Letland. In 2014 eindigde Letland op de laatste plek in de A-divisie, waardoor het land degradeerde. Momenteel vertoeft Letland in de B-divisie.

## Letland op het Europees kampioenschap
| Jaar | Plaats        | Skip               | WG            | W             | V             | PV            | PT            |
| ---- | ------------- | ------------------ | ------------- | ------------- | ------------- | ------------- | ------------- |
| 1991 | Geen deelname | Geen deelname      | Geen deelname | Geen deelname | Geen deelname | Geen deelname | Geen deelname |
| 1992 | Geen deelname | Geen deelname      | Geen deelname | Geen deelname | Geen deelname | Geen deelname | Geen deelname |
| 1993 | Geen deelname | Geen deelname      | Geen deelname | Geen deelname | Geen deelname | Geen deelname | Geen deelname |
| 1994 | Geen deelname | Geen deelname      | Geen deelname | Geen deelname | Geen deelname | Geen deelname | Geen deelname |
| 1995 | Geen deelname | Geen deelname      | Geen deelname | Geen deelname | Geen deelname | Geen deelname | Geen deelname |
| 1996 | Geen deelname | Geen deelname      | Geen deelname | Geen deelname | Geen deelname | Geen deelname | Geen deelname |
| 1997 | Geen deelname | Geen deelname      | Geen deelname | Geen deelname | Geen deelname | Geen deelname | Geen deelname |
| 1998 | Geen deelname | Geen deelname      | Geen deelname | Geen deelname | Geen deelname | Geen deelname | Geen deelname |
| 1999 | Geen deelname | Geen deelname      | Geen deelname | Geen deelname | Geen deelname | Geen deelname | Geen deelname |
| 2000 | Geen deelname | Geen deelname      | Geen deelname | Geen deelname | Geen deelname | Geen deelname | Geen deelname |
| 2001 | Geen deelname | Geen deelname      | Geen deelname | Geen deelname | Geen deelname | Geen deelname | Geen deelname |
| 2002 | 19            | Pēteris Šveisbergs | 10            | 3             | 7             | 71            | 103           |
| 2003 | 19            | Ainārs Gulbis      | 5             | 1             | 4             | 27            | 46            |
| 2004 | 19            | Kārlis Smilga      | 7             | 4             | 3             | 60            | 47            |
| 2005 | 21            | Ainārs Gulbis      | 8             | 4             | 4             | 68            | 55            |
| 2006 | 17            | Kārlis Smilga      | 9             | 6             | 3             | 79            | 44            |
| 2007 | 13            | Ritvars Gulbis     | 8             | 7             | 1             | 67            | 40            |

| Jaar | Plaats | Skip             | WG | W | V | PV  | PT |
| ---- | ------ | ---------------- | -- | - | - | --- | -- |
| 2008 | 20     | Ritvars Gulbis   | 8  | 4 | 4 | 55  | 45 |
| 2009 | 15     | Ritvars Gulbis   | 10 | 7 | 3 | 94  | 44 |
| 2010 | 12     | Ritvars Gulbis   | 8  | 7 | 1 | 73  | 37 |
| 2011 | 9      | Ritvars Gulbis   | 9  | 2 | 7 | 49  | 64 |
| 2012 | 12     | Ritvars Gulbis   | 9  | 7 | 2 | 57  | 45 |
| 2013 | 8      | Ritvars Gulbis   | 11 | 2 | 9 | 50  | 75 |
| 2014 | 10     | Ritvars Gulbis   | 9  | 1 | 8 | 41  | 70 |
| 2015 | 13     | Ritvars Gulbis   | 10 | 8 | 2 | 78  | 41 |
| 2016 | 15     | Ritvars Gulbis   | 8  | 5 | 3 | 57  | 35 |
| 2017 | 18     | Kārlis Smilga    | 7  | 5 | 2 | 53  | 35 |
| 2018 | 14     | Ritvars Gulbis   | 10 | 6 | 4 | 68  | 68 |
| 2019 | 17     | Mārtiņš Trukšāns | 7  | 4 | 3 | 45  | 42 |
| 2021 | 14     | Mārtiņš Trukšāns | 10 | 5 | 5 | 64  | 69 |
| 2022 | 14     | Mārtiņš Trukšāns | 10 | 6 | 4 | 75  | 73 |
| 2023 | 14     | Mārtiņš Trukšāns | 9  | 6 | 3 | 69  | 58 |
| 2024 | 25     | Kristaps Zass    | 9  | 1 | 8 | 51  | 74 |
| 2025 | ?      | Ritvars Gulbis   | 10 | 9 | 1 | 123 | 27 |

Andorra · Australië · België · Bosnië en Herzegovina · Brazilië · Bulgarije · Canada · China · Chinees Taipei · Denemarken · Duitsland · Engeland · Estland · Filipijnen · Finland · Frankrijk · Georgië · Griekenland · Groot-Brittannië · Guyana · Hongarije · Hongkong · Ierland · IJsland · India · Israël · Italië · Jamaica · Japan · Kazachstan · Kenia · Kirgizië · Kroatië · Letland · Liechtenstein · Litouwen · Luxemburg · Mexico · Nederland · Nieuw-Zeeland · Nigeria · Noorwegen · Oekraïne · Oostenrijk · Polen · Portugal · Puerto Rico · Qatar · Roemenië · Rusland · Saoedi-Arabië · Schotland · Servië · Slovenië · Slowakije · Spanje · Thailand · Tsjechië · Tsjecho-Slowakije · Turkije · Verenigde Staten · Wales · Wit-Rusland · Zuid-Korea · Zweden · Zwitserland